# Leipziger Wollkämmerei

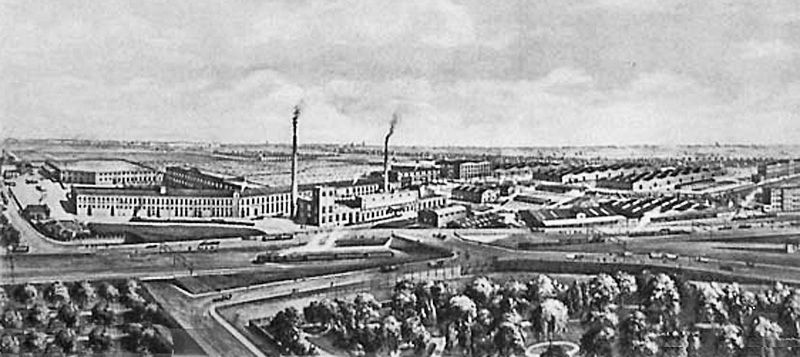
Die Leipziger Wollkämmerei im Jahr 1922

Die Leipziger Wollkämmerei war ein Betrieb der Textilindustrie in Leipzig, der über 130 Jahre bestand. Eine Wollkämmerei verarbeitet Rohwolle zum sogenannten Kammzug, aus dem dann in einer Spinnerei Kammgarn hergestellt wird.

## Lage
Die Leipziger Wollkämmerei lag am nördlichen Rand der alten Leipziger Flur in dem von der Rackwitzer Straße, der Volbedingstraße und der Parthe umschlossenen Bereich und damit an der Südgrenze der Mockauer Flur. Nach der kommunalen Gebietsreform von 1992 gehört das Gebiet zum Ortsteil Schönefeld-Abtnaundorf. Die Adresse lautet Volbedingstraße 2.

## Geschichte
Am 2. März 1872 wurde die „Aktiengesellschaft zum Waschen und Kämmen von Wollen jeglicher Art“ gegründet. Hauptaktionär war die Allgemeine Deutsche Credit-Anstalt Leipzig. 1873 nahmen etwa 300 Arbeiter die Produktion auf. Die zu verarbeitende Rohwolle kam zu 50 % aus Südamerika, zu 40 % aus Australien und der Rest aus Ungarn, Russland und Deutschland. Von 1876 bis 1912 war der Ingenieur Leopold Offermann (1837–1919) Leiter des Betriebes. Auf ihn gehen zahlreiche technische Neuerungen zurück, so etwa eine Maschine zum Kämmen stark klettenhaltiger Wolle und Verfahren zur Klärung von Schmutzwässern aus der Wollewäscherei. Unter seiner Leitung nahm das Unternehmen einen steilen Aufschwung zum größten Betrieb dieser Art in Sachsen. Bereits im Jahr 1893 gab es circa 1700 Beschäftigte.

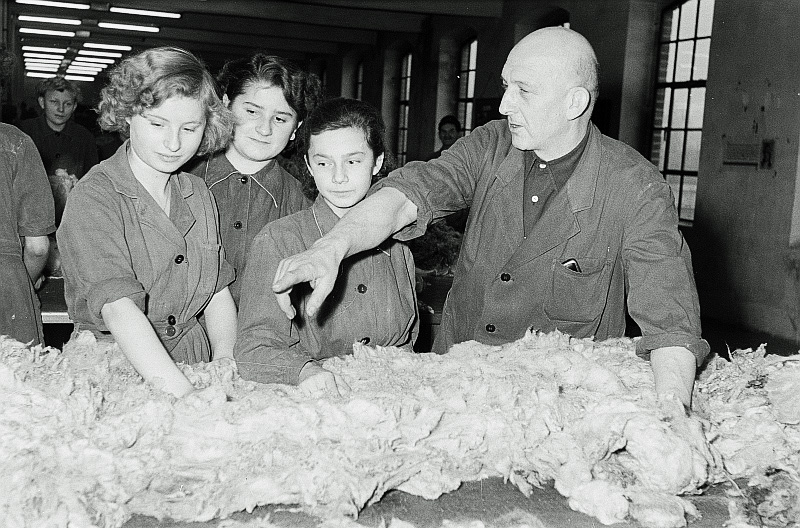
Von der Rohwolle …
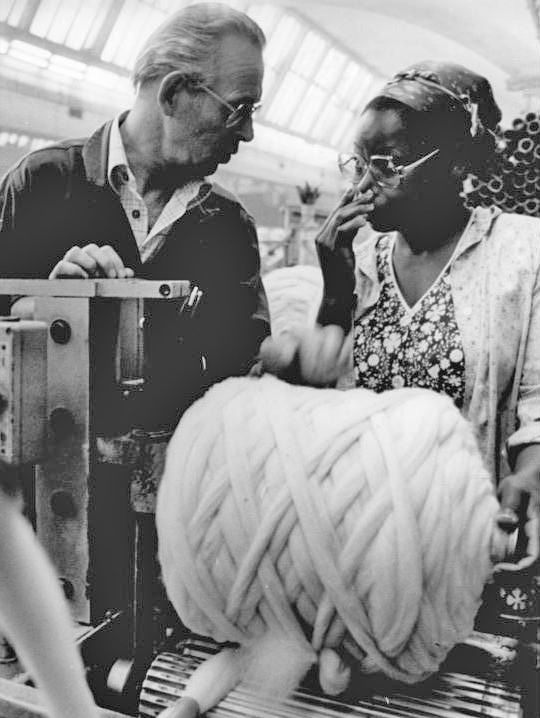
… zum Kammzug

Da in Betriebsnähe kaum Wohnungen vorhanden waren, ließ die Besitzerin des Rittergutes Mockau, Auguste Grunert, Anfang der 1890er Jahre auf dem Gelände einer zu Mockau gehörigen ehemaligen Sandgrube in der Nähe des Betriebes an der Volbeding- und der Kreuzstraße (heute Schneiderstraße) Mietwohnungen errichten. Die Gegend hieß nun Neu-Mockau und war der Startpunkt für das spätere Mockau-Süd.
Im Ersten Weltkrieg mussten wegen mangelnder Wolleanlieferung die Produktion auf ein Drittel reduziert und stattdessen Granaten produziert werden, bevor es 1919 zu einem neuen Produktionsaufschwung kam. 1928 entstand eine Abteilung für Kunstfaserverarbeitung. Ab 1921 besaß die Leipziger Kammgarnspinnerei Stöhr die Aktienmehrheit an der Wollkämmerei.
Während des Zweiten Weltkrieges wurden zur verstärkten Produktion für die Wehrmacht Kriegsgefangene und ausländische Zwangsarbeiter eingesetzt. Beim Bombenangriff auf Leipzig am 4. Dezember 1943 wurde das Werk schwer zerstört, und ein weiterer am 27. Februar 1945 führte zur Einstellung der Produktion, die am 22. Juni 1945 schon wieder aufgenommen werden konnte. Am 17. Mai 1947 folgte die Enteignung und Verstaatlichung des Betriebes. 1949 wurde dem VEB Leipziger Wollkämmerei die Leipziger Kammgarnspinnerei als Werk II angegliedert und 1951 dessen Maschinenpark und Belegschaft auf das Gelände der Wollkämmerei überführt. In den Folgejahren wurde mit einem maximalen Personalstand von 1500 Beschäftigten sämtliche Schurwolle für alle weiterverarbeitenden Betriebe der DDR behandelt.
Am 26. Juni 1986 kam es zu einem Großbrand in der Wollkämmerei, wobei durch das Verbrennen von Wolpryla-Chemiefasern Giftgase entstanden, durch die sogar Spatzen tot von den Bäumen fielen. Zwei Arbeiterinnen kamen ums Leben, 26 Feuerwehrmänner zeigten Vergiftungserscheinungen.

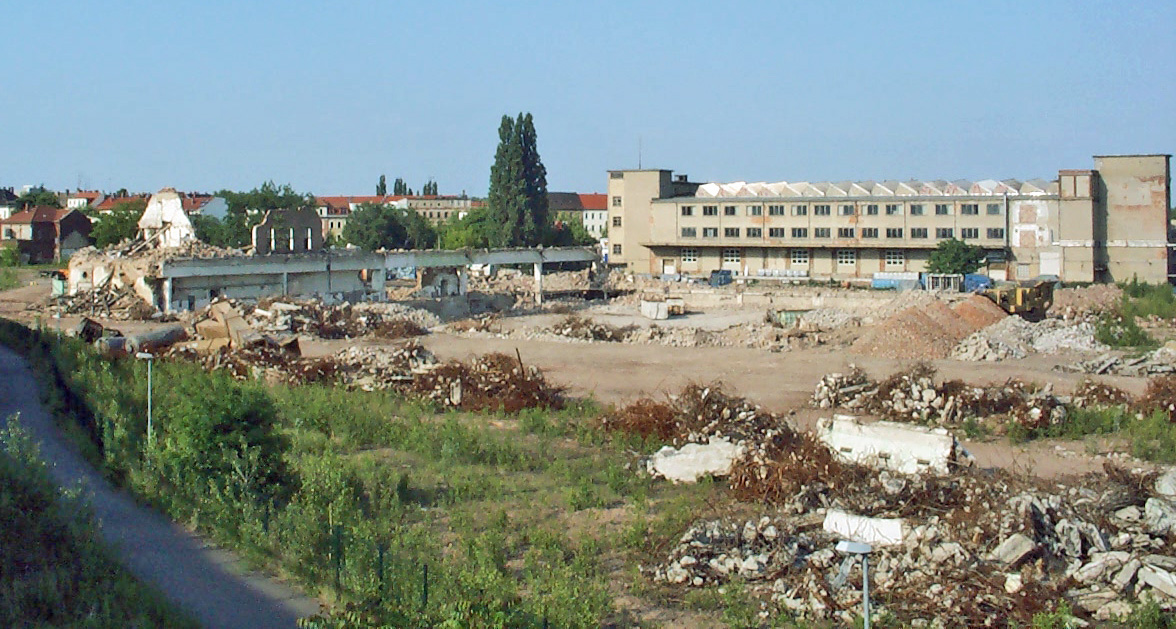
Rückbau der Wollkämmerei 2005

Bis 1990 war der VEB Leipziger Wollkämmerei Teil des Kombinats Wolle und Seide. 1990 wurde die Wollkämmerei wieder eine Aktiengesellschaft und veredelte weiterhin Schurwolle, aber keine Chemiefasern mehr. 1992 übernahm die französische Textilgruppe Chargeurs Wool den Betrieb mit verringerter Produktion und 85 Mitarbeitern im Jahr 2000. 2005 musste die Leipziger Wollkämmerei wegen Auftragsmangels den Betrieb einstellen.
Teile der Betriebsanlagen wurden abgerissen, und auf einem 12 ha großen Gelände etabliert sich seit 2014 der „Gewerbepark Berliner Brücke“. 11 Unternehmen haben sich bis 2021 bereits angesiedelt, darunter DHL, die Würth-Gruppe, die Mega eG, die Wego Systembaustoffe, Hilti, Mc Donalds und das Fitnessstudio FitX. Außer dem Gewerbepark gibt es die Eventlocation Alte Wollkämmerei, wo in einer 2200 m²-Halle Veranstaltungen mit bis zu 2000 Teilnehmern durchgeführt werden können.